# کمیت‌های توان، جذر توان و میدان
کمیت توان (به انگلیسی: power quantity)، توان یا کمیتی است که مستقیماً با توان متناسب است، مثلاً چگالی انرژی، شدت آکوستیک و شدت نور. در این زمینه، کمیت‌های انرژی را می‌توان به عنوان کمیت‌های توان نیز نامگذاری کرد.
کمیت جذرتَوان (به انگلیسی: root-power quantity) یا کمیت توان‌ریشه، کمیتی مانند ولتاژ، جریان، فشار صوت، شدت میدان الکتریکی، سرعت یا چگالی بار است که مجذور آن، در سامانه‌های خطی، متناسب با توان است.
{\displaystyle I={\sqrt {\frac {P}{R}}}}
{\displaystyle V={\sqrt {P\times R}}}
که در اینجا:
P: توان
R: مقاومت الکتریکی
V: اختلاف پتانسیل الکتریکی
I: جریان الکتریکی
اصطلاح کمیت جذرتوان (توان‌ریشه) به جذری اشاره دارد که این کمیت‌ها را به توان مرتبط می‌کند. این اصطلاح در ISO 80000-1 § Annex C معرفی شد؛ این پیوست اصطلاح کمیت میدان (به انگلیسی: field quantity) را جایگزین و منسوخ می‌کند.

## پیامدها
هنگام استفاده از دسی‌بل (dB) برای مقایسه سطوح چنین کمیت‌هایی، ضروری است که بدانیم اندازه‌گیری به کدام دسته تعلق دارد. تغییر یک بل در سطح، معادل تغییر ۱۰ برابر در توان است، بنابراین هنگام مقایسه مقادیر توان x و y، اختلاف به صورت {\displaystyle 10\times \log _{10}(y/x)} دسی‌بل تعریف می‌شود. با این حال، با مقادیر جذرتوان، این اختلاف به صورت {\displaystyle 10\times \log _{10}(y/x)} دسی‌بل تعریف می‌شود.
در تحلیل سیگنال‌ها و سیستم‌ها با استفاده از سینوسی‌ها، کمیت‌های میدان و کمیت‌های جذرتوان (توان‌ریشه) ممکن است مختلط باشند، همان‌طور که در ثابت انتشار آمده است.

## «کمیت توان‌ریشه» در مقابل «کمیت میدان»
در توجیه منسوخ شدن اصطلاح «کمیت میدان» و به جای آن استفاده از «کمیت توان ریشه» در زمینه سطوح، ایزو ۸۰۰۰۰ توجه را به استفاده متناقض از اصطلاح اول به معنای کمیتی که به موقعیت وابسته است، جلب می‌کند که در فیزیک به آن میدان می‌گویند. چنین میدانی اغلب در ادبیات‌فنی، کمیت میدان نامیده می‌شود، اما در اینجا برای وضوح بیشتر، میدان نامیده می‌شود. چندین نوع میدان (مانند میدان الکترومغناطیسی) با تعریف کمیت جذرتوان (توان‌ریشه) مطابقت دارند، در حالی که برخی دیگر (مانند بردار پوئینتینگ و دما) این تعریف را ندارند. برعکس، هر کمیت توان‌ریشه (جذرتوان) یک میدان نیست (مانند ولتاژ روی بلندگو).